# Val Tartano
Val Tartano este o arie protejată (arie specială de conservare — SAC, sit de importanță comunitară — SCI) din Italia întinsă pe o suprafață de 1.451 ha, integral pe uscat.

## Localizare
Centrul sitului Val Tartano este situat la coordonatele 46°03′40″N 9°41′42″E / 46.061°N 9.695°E.

## Înființare
Situl Val Tartano a fost declarat sit de importanță comunitară în iunie 1995 pentru a proteja 2 specii de plante și 24 de specii de animale. Situl a fost protejat și ca arie specială de conservare în aprilie 2014.

## Biodiversitate
Situată în ecoregiunea alpină, aria protejată conține 13 habitate naturale: Păduri acidofile de Picea de la nivel montan la nivel alpin (Vaccinio-Piceetea), Tufărișuri subarctice cu Salix spp., Râuri de munte și vegetația lor lemnoasă cu Salix elaeagnos, Pajiști alpine și boreale, Formațiuni ierboase bogate în specii de Nardus, dezvoltate pe substraturi silicioase în zone montane (și în zone submontane, în Europa continentală), Mlaștini turboase de tranziție și turbării mișcătoare, Fânețe montane, Pajiști boreale și alpine pe substrat silicios, Pante stâncoase silicioase cu vegetație casmofită, Ape stătătoare oligotrofe până la mezotrofe, cu vegetație de Littorelletea uniflorae și/sau de Isoëto-Nanojuncetea, Păduri alpine de Larix decidua și/sau Pinus cembra, Grohotișuri silicioase de la nivelul montan până la nivelul zăpezii (Androsacetalia alpinae și Galeopsietalia ladani), Râuri de munte și vegetația erbacee de pe malurile acestora.
La baza desemnării sitului se află mai multe specii protejate:
- plante (2): Buxbaumia viridis, Orthotrichum rogeri
- păsări (24): inărița (Acanthis flammea), uliu porumbar (Accipiter gentilis), uliu păsărar (Accipiter nisus), minunița (Aegolius funereus), potârnichea de stâncă (Alectoris graeca saxatilis), acvilă de munte (Aquila chrysaetos), cocoșul de mesteacăn (Bonasa bonasia), cojoaica de pădure (Certhia familiaris), mierla de apă (Cinclus cinclus), ciocănitoare neagră (Dryocopus martius), presură de munte (Emberiza cia), vânturel roșu (Falco tinnunculus), ciuvică (Glaucidium passerinum), Lagopus muta helvetica, pițigoi moțat (Lophophanes cristatus), Lyrurus tetrix tetrix, cinghiță alpină (Montifringilla nivalis), alunar (Nucifraga caryocatactes), Prunella collaris, stăncuță alpină (Pyrrhocorax graculus), mărăcinar (Saxicola rubetra), huhurez mic (Strix aluco), pănțărușul (Troglodytes troglodytes), mierlă gulerată (Turdus torquatus)

Pe lângă speciile protejate, pe teritoriul sitului au mai fost identificate 33 de specii de plante, 1 specie de amfibieni, 2 specii de mamifere, 1 specie de nevertebrate, 1 specie de pești, 6 specii de reptile.